# Aleksiej Kurkin
Aleksiej Wasiljewicz Kurkin (ros. Алексей Васильевич Куркин; ur. 17 marca?/30 marca 1901 w Charkowie, zm. 16 marca 1948 w Moskwie) – radziecki wojskowy, generał pułkownik wojsk pancernych (od 24 kwietnia 1944).

## Życiorys
Odbywał służbę w armii rosyjskiej. W 1918 wstąpił do Armii Czerwonej, w 1920 – do RKP(b). Ukończył Wyższe Technikum Wojskowo-Polityczne w Charkowie (1922), Leningradzkie Kursy Broni Pancernej (1932), kursy przy Wojskowej Akademii Motoryzacji i Mechanizacji Robotniczo-Chłopskiej Armii Czerwonej im. Józefa Stalina (1935), kursy doszkalające wyższego personelu dowódczego przy Wojskowej Akademii Sztabu Generalnego (1941).
W czasie wojny domowej dowodził pociągiem pancernym na Froncie Południowym, następnie był politrukiem pociągu pancernego, komisarzem radiobatalionu, dowódcą szkolnego batalionu transportu samochodowego. W 1939 był dowódcą 4 Pułku Ciężkich Czołgów, 17 Brygady Zmechanizowanej. W czasie zajmowania Zachodniej Białorusi dowodził 2 Brygadą Lekkich Czołgów. Od czerwca 1940 dowódca 5 Dywizji Pancernej, od 27 stycznia 1941 – 3 Korpusu Zmechanizowanego.
Po ataku Niemiec na ZSRR korpus poniósł duże straty i praktycznie stracił cały sprzęt; został okrążony, 28 sierpnia na czele grupy oficerów przebił się z okrążenia (korpus został praktycznie całkowicie rozbity).
Od 9 do 22 października 1941 czasowo dowodził 26. Armią, w czasie walk w rejonie Mcenska armia poniosła duże straty i 25 października 1941 jej dowództwo zostało rozformowane. Od listopada 1941 był zastępcą dowódcy 1. Gwardyjskiego Korpusu Strzeleckiego do spraw wojsk pancernych. Od grudnia 1941 szef Zarządu Mechanizacji i Broni Pancernej Frontu Północno-Zachodniego, zastępca dowódcy Frontu Wołchowskiego do spraw wojsk pancernych i zmechanizowanych. Od 12 maja 1942 dowódca 9. Korpusu Pancernego. Od 18 października 1942 szef Saratowskiego Obozu Pancernego. Od 18 stycznia 1943 III zastępca dowódcy wojsk pancernych i zmechanizowanych Armii Czerwonej. Od kwietnia 1943 dowódca wojsk pancernych i zmechanizowanych 2. Frontu Ukraińskiego, od lipca 1945 – Zabajkalskiego. Od 1946 generał – inspektor Inspekcji Wojsk Pancernych i Zmechanizowanych.